# 484613 Cerebrito
484613 Cerebrito este o planetă minoră (asteroid) din centura de asteroizi. A fost descoperită pe 26 septembrie 2008 la Observatorio de La Cañada⁠(d) de Juan Lacruz⁠(d). 
Obiectul prezintă o orbită caracterizată de o semiaxă mare de 2,3241810193523 UAi, o excentricitate de 0,19, o înclinație de 5,9 ° în raport cu ecliptica.